# "Live" at the Village Vanguard
| Recensione                          | Giudizio |
| ----------------------------------- | -------- |
| The Rolling Stone Jazz Record Guide | [ 1 ]    |
| AllMusic                            | [ 2 ]    |
| Down Beat                           | [ 3 ]    |
| Pitchfork                           | [ 4 ]    |

"Live" at the Village Vanguard è il primo album live di John Coltrane pubblicato dall'etichetta Impulse! Records nel 1961.
Raccoglie alcune registrazioni di una serie di quattro concerti tenuti in un club di New York, il Village Vanguard, nel 1961; nel 1997 la Impulse pubblicò tutti i nastri di quelle quattro esibizioni in un cofanetto di CD intitolato "The Complete 1961 Village Vanguard Recordings".
Fu il primo album di Coltrane con McCoy Tyner, Reggie Workman (che sarà sostituito in dicembre da Jimmy Garrison), ed Elvin Jones. Quest'opera creò parecchio scalpore tra critica e pubblico a causa dei primi sperimentalismi della musica contenuta in esso.

## Descrizione

### Origine e storia
Nel 1961, Coltrane si attirò delle critiche per la sua controversa collaborazione con Eric Dolphy a causa del tipo di musica che la sua band stava suonando. In reazione all'ingaggio del gruppo di Coltrane e Dolphy al Village Vanguard a New York a fine ottobre 1961, il critico musicale della rivista jazz Down Beat John Tynan descrisse il gruppo come un "nonsense musicale spacciato per arte in nome del jazz" e "un'orribile dimostrazione di quanto stia degenerando il jazz in generale". Anche la critica europea e il pubblico ebbero inizialmente difficoltà a "digerire" la nuova proposta musicale offerta da Coltrane e Dolphy, particolarmente ostica da seguire. Il direttore di Down Beat Don DeMichael offrì la possibilità di replicare alle accuse invitando i due musicisti ad illustrare le loro motivazioni, in un articolo-intervista intitolato John Coltrane and Eric Dolphy Answer the Critics apparso sul numero della rivista del 12 aprile 1962.
Fu un'idea del nuovo produttore Bob Thiele il registrare Coltrane dal vivo durante quattro serate al Vanguard a inizio novembre. Thiele incontrò il sassofonista per la prima volta faccia-a-faccia proprio all'interno del club. Ciò diede seguito ad una lunga collaborazione tra Thiele e Coltrane che sarebbe durata per tutto il resto della permanenza dell'artista alla Impulse!, con Thiele che si sarebbe occupato della produzione di tutti gli altri album di Coltrane da lì in avanti. Thiele si guadagnò la stima e la fiducia di Coltrane non insistendo mai affinché egli suonasse i suoi pezzi più celebri come ad esempio My Favorite Things, durante questi concerti. L'ingegnere del suono Rudy Van Gelder sistemò l'equipaggiamneto per la registrazione sopra un tavolo presso il palco, e le esibizioni vennero così immortalate.

### Musica
Tre tracce furono scelte per l'inclusione sull'album, uno standard di musica pop chiamato Softly, as in a Morning Sunrise, e un brano intitolato Spiritual, probabilmente un adattamento di Nobody Knows de Trouble I See pubblicata nel The Book of American Negro Spirituals da James Weldon Johnson. La terza traccia, il blues Chasin' the Trane, è stato descritto come una delle più importanti registrazioni jazz mai eseguite per la particolarità del brano di riuscire ad unire in una apparente armonia l'approccio del free jazz, le jam session, e il neoclassicismo. Circa il pezzo, in una intervista datata 1966, Coltrane asserì di aver "ascoltato attentamente molte delle cose di John Gilmore prima di scrivere Chasin the Trane".
La band suona in quintetto su Spiritual, come quartetto in Softly, as in A Morning Sunrise e in trio per Chasin' the Trane. Questa sarebbe stata l'ultima registrazione di Reggie Workman insieme al gruppo, dato che nel dicembre del 1961, Garrison fu annunciato come suo rimpiazzo ufficiale, rendendo stabile una formazione che sarebbe rimasta la stessa per i successivi quattro anni.
Due registrazioni aggiuntive provenienti da queste sessioni apparvero sull'album Impressions, i brani Impressions e India. Il 23 settembre 1997, la Impulse! ha pubblicato un box set dal titolo The Complete 1961 Village Vanguard Recordings, con la registrazione integrale di tutte e quattro le esibizioni tenutesi durante le quattro serate in ordine cronologico sparse su quattro compact disc.

#### Chasin' the Trane
Il pezzo che si attirò maggiormente gli strali della critica fu il lungo brano di improvvisazione intitolato Chasin' the Trane (gioco di parole tra il soprannome di Coltrane, "Trane", e lo stesso termine che in lingua inglese significa "treno") che occupava l'intera seconda facciata del disco. Il pezzo non conteneva una melodia riconoscibile ed era completamente privo di punti di riferimento per l'ascoltatore. Non erano presenti né introduzioni tematiche o riprese dello stesso, né assolo prammatici, viceversa la composizione si risolveva in una torrenziale improvvisazione strumentale in chiave blues dilatata fino all'estremo e non priva di asprezze atonali. L'atipicità del brano creò scompiglio tra le file dei critici, che giudicarono negativamente il pezzo quasi all'unanimità definendolo con commenti del tipo: "un viaggio nel regno della noia" e "uno dei più illustri fallimenti mai registrati". L'obiettivo di Coltrane era stato quello di costruire un brano "partendo dal nulla, senza piani preliminari, introduzioni o melodie scritte in precedenza", componendo liberamente sul palco durante l'esibizione, lasciando che la musica fluisse senza restrizione alcuna come uno flusso di coscienza ispirato dal momento. Il sassofonista affrontò l'arduo esperimento lasciando fuori dall'esibizione l'accompagnamento pianistico di McCoy Tyner, accanendosi energicamente nel dilatare e sviluppare il germe di un'esile idea melodica. A tal proposito lo stesso Coltrane dichiarò nelle note di copertina dell'album: «Non soltanto la melodia non era scritta, ma non l'avevamo nemmeno pensata prima di eseguire quel pezzo». Nonostante la difficoltà di ascolto che persiste tuttora a distanza di decenni, l'importanza di Chasin' the Trane è stata ampiamente rivalutata dalla critica che ne ha sottolineato la rilevanza, non tanto come brano in se stesso, ma come primo tentativo in campo jazzistico di creare musica direttamente sul palco e brano anticipatore dei futuri sviluppi free jazz della carriera di Coltrane.

## Tracce
1. Spiritual – 13:47 (John Coltrane)
2. Softly, as in a Morning Sunrise – 6:36 (Sigmund Romberg, Oscar Hammerstein II)
3. Chasin' the Trane – 16:08 (John Coltrane)

## Musicisti
- John Coltrane — sassofono soprano in Spiritual e Morning Sunrise; sassofono tenore in Spiritual e Chasin' the Trane
- Eric Dolphy — clarinetto basso in Spiritual
- McCoy Tyner — pianoforte sul lato 1
- Reggie Workman — contrabbasso sul lato 1
- Jimmy Garrison — contrabbasso sul lato 2
- Elvin Jones — batteria

## Edizioni ampliate

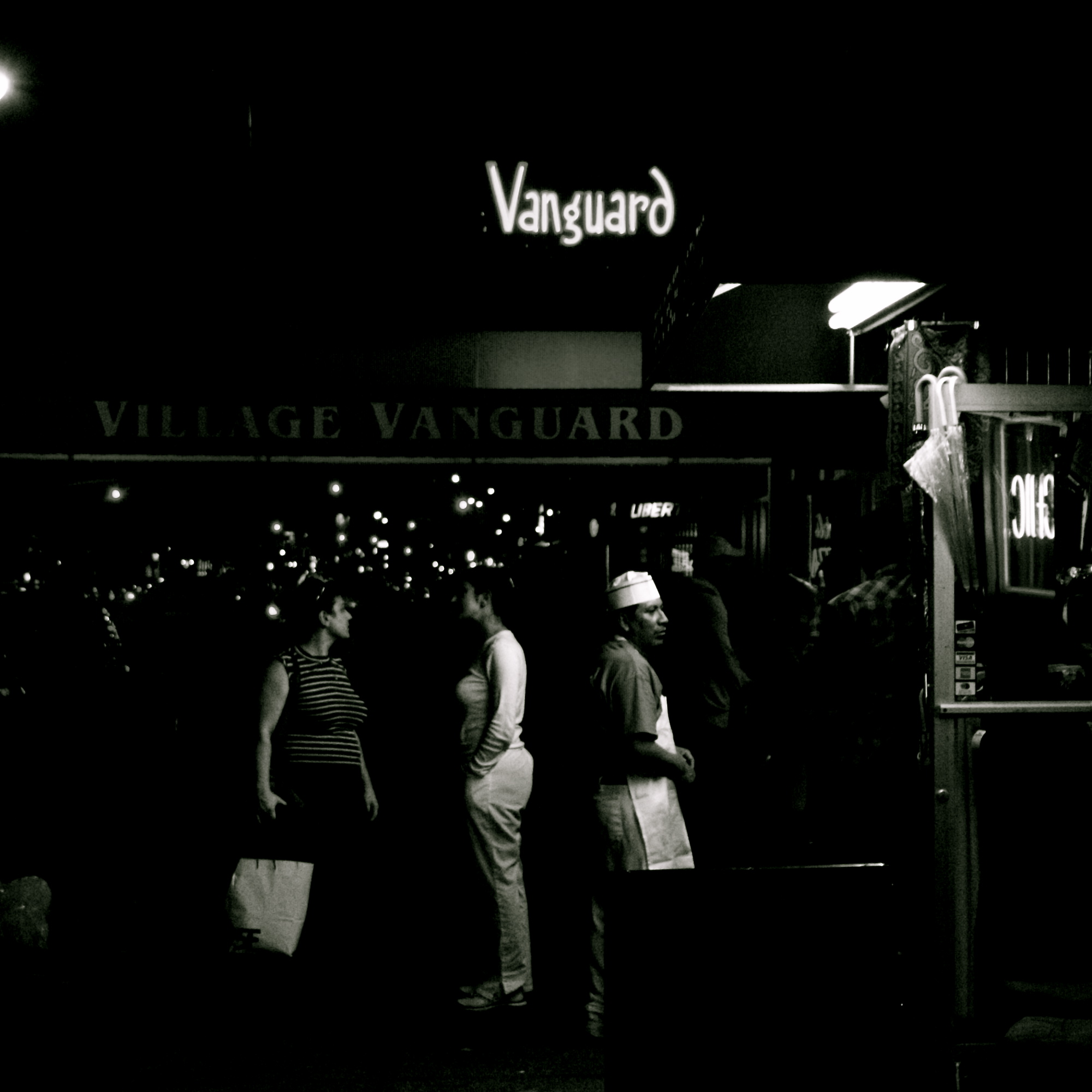
Il club Village Vanguard negli anni sessanta.

### Live at the Village Vanguard - The Master Takes
- CD Live in the Village Vanguard - The Master Takes, 1998 (Impulse 051 251-2)

1. Spiritual — 13:47
2. Softly, as in a Morning Sunrise — 6:36
3. Chasin' the Trane — 16:08
4. India — 13:52
5. Impressions — 14:40

### The Complete 1961 Village Vanguard Recordings
- Box set 4 CD, 1997 (Impulse IMPD 4-232)

1. India [#] - 10:20 (1º novembre 1961)
2. Chasin' the Trane - 9:41 (1º novembre 1961)
3. Impressions - 8:42 (1º novembre 1961)
4. Spiritual - 12:29 (1º novembre 1961)
5. Miles' Mode - 9:53 (1º novembre 1961)
6. Naima - 7:33 (1º novembre 1961)
7. Brazilia - 18:35 (1º novembre 1961)
8. Chasin' Another Trane - 15:26 (2 novembre 1961)
9. India - 13:14 (2 novembre 1961)
10. Spiritual - 13:31 (2 novembre 1961)
11. Softly, As in a Morning Sunrise - 6:25 (2 novembre 1961)
12. Chasin' the Trane - 15:55 (2 novembre 1961)
13. Greensleeves - 6:08 (2 novembre 1961)
14. Impressions - 10:49 (2 novembre 1961)
15. Spiritual - 13:31 (3 novembre 1961)
16. Naima [#] - 7:02 (3 novembre 1961)
17. Impressions - 14:45 (3 novembre 1961)
18. India - 13:55 (3 novembre 1961)
19. Greensleeves - 4:51 (3 novembre 1961)
20. Miles' Mode [#] - 15:12 (3 novembre 1961)
21. India - 15:06 (5 novembre 1961)
22. Spiritual - 20:29 (5 novembre 1961)